# Navajodactylus
Navajodactylus is een geslacht van uitgestorven pterosauriërs, behorend tot de groep van de Pterodactyloidea, dat tijdens het Laat-Krijt leefde in het gebied van het huidige Noord-Amerika. De enige benoemde soort is Navajodactylus boerei.

## Vondst en naamgeving
In 2002 vond de Nederlandse oceanoloog Arjan Christiaan Boeré in de Ah-shisle-pah Wash in de vindplaats Denver's Blowout in New Mexico een bot van een pterosauriër.

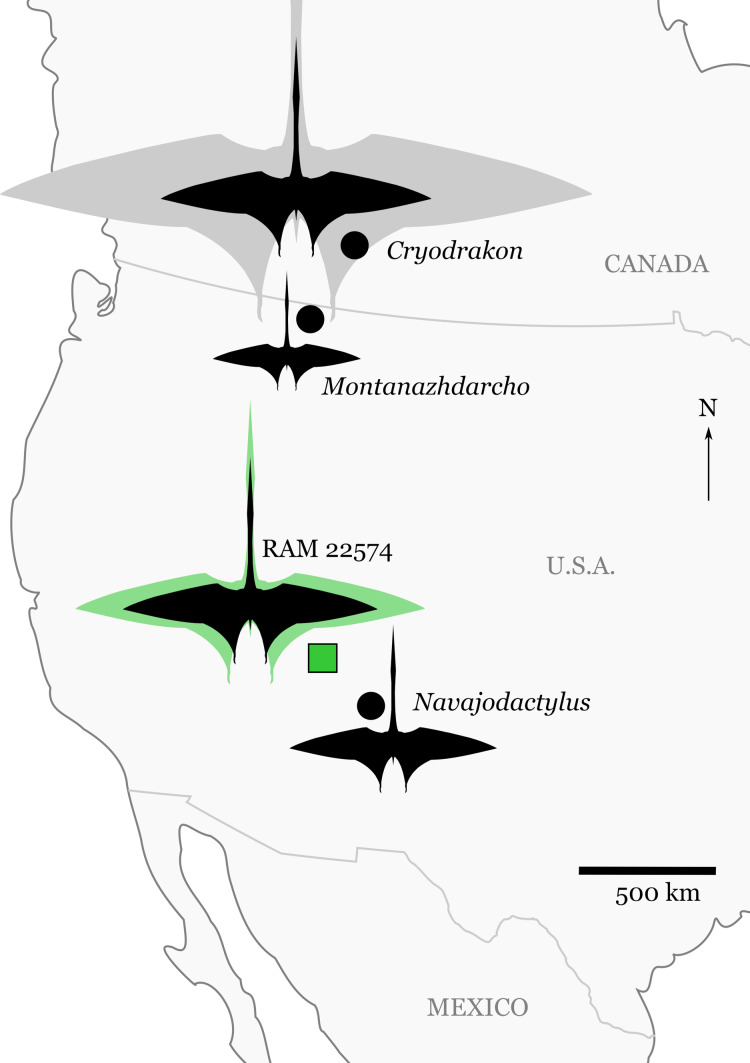
De vindplaatsen van enkele Noord-Amerikaanse azhdarchiden

In 2011 benoemden en beschreven Robert Sullivan en Denver Fowler de typesoort Navajodactylus boerei. De geslachtsnaam verbindt een verwijzing naar de Navaho in wiens stamgebied de vondst gedaan werd met een gelatiniseerd Klassiek Grieks δάκτυλος, daktylos, 'vinger', sinds Pterodactylus als eerste van de groep benoemd werd een gebruikelijk achtervoegsel in de namen van pterosauriërs. De soortaanduiding eert Boere.
Het holotype SMP VP-1445 is gevonden in de Hunter Wash-afzetting van de Kirtlandformatie die dateert uit het bovenste Campanien, vrij exact 75 miljoen jaar oud. Het bestaat uit een in drie stukken gebroken bovendeel van een eerste vingerkootje van de (vierde) rechtervleugelvinger. Als paratype werd een tweede fragment aangewezen, specimen SMP VP-1853, een onderste stuk van een (vermoedelijk rechter-) ellepijp. Enkele fragmenten uit de even oude Dinosaur Park Formation van Alberta zijn aan de soort toegewezen: specimina TMP 72.1.1 en TMP 82.19.295, beide eerste vingerkootjes.

## Beschrijving
Navajodactylus is een middelgrote pterosauriër. De beschrijvers schatten de vleugelspanwijdte op drieënhalve meter. De drie stukken meten 183, 175 en 80 millimeter maar lagen niet in elkaars verlengde en het is mogelijk dat het middelste in feite een stuk van het vierde middenhandsbeen is. Het stuk ellepijp is tweeënvijftig millimeter lang.
De beschrijvers wisten enkele onderscheidende kenmerken vast te stellen. Het uitsteeksel voor de pees van de strekkende spier beslaat driekwart van het oppervlak van het bovenste gewricht. Dit gewricht heeft een bovenste uitsteeksel, een cotyle, waarvan de bovenrand bovenop voorzien is van een opvallende verhoging. De onderste cotyle is doorboord door twee pneumatische openingen. Het uitsteeksel voor de pees heeft een ondiep zadelvormig bovenvlak. Het boogvormige raakvlak met het vierde middenhandsbeen beslaat meer dan de helft van het bovenste oppervlak.

## Fylogenie
Navajodactylus is door de beschrijvers onder voorbehoud in de Azhdarchidae geplaatst. Dit gebeurde voornamelijk op basis van de geologische leeftijd; verreweg de meeste pterosauriërvondsten uit het Campanien betreffen azhdarchiden. Men heeft geen gedeelde nieuwe eigenschappen, synapomorfieën, van de Azhdarchidae bij het holotype kunnen vaststellen, hoewel de vorm ervan ook weer niet fundamenteel van bekende azhdarchide eerste vingerkootjes zou afwijken.
Navajodactylus is de eerste pterosauriër gevonden in het Campanien van Nieuw-Mexico en de enige gevonden in Alberta.